# Іст-Спенсер (Північна Кароліна)
Іст-Спенсер (англ. East Spencer) — місто (англ. town) в США, в окрузі Ровен штату Північна Кароліна. Населення — 1567 осіб (2020).

## Географія
Іст-Спенсер розташований за координатами 35°40′55″ пн. ш. 80°25′39″ зх. д. / 35.68194° пн. ш. 80.42750° зх. д. (35.682037, -80.427470).  За даними Бюро перепису населення США в 2010 році місто мало площу 4,14 км², уся площа — суходіл.

## Демографія
Згідно з переписом 2010 року, у місті мешкали 1534 особи в 633 домогосподарствах у складі 378 родин. Густота населення становила 370 осіб/км².  Було 857 помешкань (207/км²).
Расовий склад населення:
| - 83,5 % — чорних або афроамериканців - 11,7 % — білих - 0,6 % — корінних американців - 1,4 % — осіб інших рас |

До двох чи більше рас належало 2,8 %. Частка іспаномовних становила 2,4 % від усіх жителів.
За віковим діапазоном населення розподілялося таким чином: 28,7 % — особи молодші 18 років, 57,5 % — особи у віці 18—64 років, 13,8 % — особи у віці 65 років та старші. Медіана віку мешканця становила 36,0 року. На 100 осіб жіночої статі у місті припадало 83,1 чоловіків;  на 100 жінок у віці від 18 років та старших — 74,2 чоловіків також старших 18 років.
Середній дохід на одне домашнє господарство  становив 24 646 доларів США (медіана — 14 803), а середній дохід на одну сім'ю — 30 392 долари (медіана — 20 268). Медіана доходів становила 38 177 доларів для чоловіків та 18 125 доларів для жінок. За межею бідності перебувало 54,5 % осіб, у тому числі 76,3 % дітей у віці до 18 років та 30,2 % осіб у віці 65 років та старших.
Цивільне працевлаштоване населення становило 328 осіб. Основні галузі зайнятості: виробництво — 25,0 %, мистецтво, розваги та відпочинок — 16,8 %, освіта, охорона здоров'я та соціальна допомога — 16,5 %.